# نايف الخاطر
نايف الخاطر (مواليد 10 مايو 1978) هو لاعب كرة قدم قطري دولي سابق كان يلعب كمدافع. مثّل منتخب قطر لكرة القدم.

## روابط خارجية
- نايف الخاطر على موقع قاعدة بيانات كرة القدم.إي يو (الإنجليزية)
- نايف الخاطر على موقع ناشيونال فوتبول تيمز (الإنجليزية)
- نايف الخاطر على موقع كووورة